# Maciej Lampe
Maciej Bolesław Lampe (ur. 5 lutego 1985 w Łodzi) – polski koszykarz, występujący na pozycjach silnego skrzydłowego oraz środkowego, posiadający także szwedzkie obywatelstwo, reprezentant kraju, obecnie zawodnik TaiwanBeer HeroBears.

## Kariera
Gdy miał pięć lat, rodzice zdecydowali się na wyjazd do Szwecji. W wieku 9 lat zaczął grać w koszykówkę w klubie „Polisen IF”. W 2000 PZKosz przekonał go do gry dla Polski, choć zabiegali o to też Szwedzi. Podczas turnieju reprezentacji kadetów w Portugalii wzbudził zainteresowanie skautów Realu Madryt. W styczniu 2002 został najmłodszym koszykarzem w historii Realu Madryt – podczas debiutu w Eurolidze miał 16 lat i 360 dni. Dwa lata później stał się najmłodszym graczem w historii Phoenix Suns (18 lat i 353 dni).
W 2003 został wybrany w drugiej rundzie draftu z numerem 30. przez drużynę New York Knicks. W latach 2003–2006 występował w klubach: Phoenix Suns, New Orleans Hornets i Houston Rockets. W jednym ze spotkań NBA, występując w barwach Phoenix Suns zdobył 17 punktów przeciwko Milwaukee Bucks, co jest jego dotychczasowym najlepszym osiągnięciem w rozgrywkach za oceanem. Łącznie w NBA zdobył 215 punktów oraz zaliczył 142 zbiórki.
Od 2006 do 2009 występował w rosyjskim klubie Chimki Moskwa. Na początku sezonu 2009/2010 przeniósł się do izraelskiej drużyny Maccabi Tel Awiw występującej również w Eurolidze. Podczas inauguracyjnego meczu z Olimpiją Lublana przeszedł do historii zdobywając pierwsze punkty w sezonie euroligowym 2009/2010. 7 stycznia 2010 wrócił do ligi rosyjskiej, dołączając do zespołu Uniks Kazań.
W 2006 odmówił gry w reprezentacji Polski prowadzonej przez Andreja Urlepa i przygotowującej się do eliminacji mistrzostw Europy. W 2007 pokazał się na pierwszym zgrupowaniu we Włocławku i turnieju letniej ligi NBA, by nie stawić się na kolejnych zgrupowaniach i po raz kolejny odmówił gry dla Polski. W 2009 wrócił do kadry, występując w towarzyskim meczu z Chorwacją podczas przygotowań do wrześniowych mistrzostw Europy w koszykówce.
3 sierpnia 2013 podpisał kontrakt z koszykarską drużyną FC Barcelona. Jest on tym samym drugim polskim sportowcem (po szczypiorniście Bogdanie Wencie), który podpisał kontrakt z zawodową sekcją FC Barcelony. Po dwóch latach gry w Barcelonie, przeniósł się do tureckiego Beşiktaşu JK.
W lipcu 2016 podpisał umowę z chińskim zespołem Shenzhen Leopards. 24 listopada 2017 dołączył do Qingdao Eagles. Z zespołem rozegrał 4 spotkania, uzyskując 24,3 punktu, 13,8 zbiórki, 2 asysty, 2 przechwyty i 1,3 bloku. 17 sierpnia 2018 został zawodnikiem Jilin Northeast Tigers. W barwach zespołu rozegrał 45 spotkań, notując 24,4 punktu, 13,3 zbiórki i 3,4 asysty na mecz. 15 kwietnia 2019 zawarł kontrakt z zespołem Al-Manama, występującym w lidze Bahrajnu. 29 lipca dołączył do chińskiego Sichuan Blue Whales.
14 lipca 2020 po raz drugi w karierze podpisał umowę z występującym w Bahrajnie zespołem Al-Manama. 31 grudnia został zawodnikiem King Szczecin. 12 kwietnia 2021 dołączył do francuskiego CSP Limoges. 9 września 2021 zawarł kontrakt z TaiwanBeer HeroBears.

## Kariera w NBA
Wybrany w drugiej rundzie draftu 2003 przez New York Knicks (numer 30), po rozegraniu kilku meczów przedsezonowych został z powodu kłopotów z piszczelami umieszczony na liście kontuzjowanych (27 października) i pozostawał na niej, gdy Knicks oddali go do Phoenix Suns (5 stycznia). W NBA zadebiutował 23 stycznia 2004, w przegranym meczu przeciwko San Antonio Spurs (porażka 84-86), przebywając na parkiecie 2 minuty i zaliczając jeden niecelny rzut z gry oraz faul na Manu Ginobilim. Występem tym ustanowił także rekord klubu, stając się najmłodszym graczem w jego historii (18 lat i 352 dni, poprawił wynik Amar’e Stoudemire’a o rok). Tego samego dnia został trzynastym najmłodszym zawodnikiem w historii, który zadebiutował w oficjalnym meczu NBA.
20 marca 2004 ustanowił rekord kariery, zdobywając 17 punktów przeciwko Milwaukee Bucks (wygrana 123-111). W meczu tym zebrał także 7 piłek, co było jego najlepszym wynikiem do sezonu 2004/05, gdy zanotował 8 zbiórek.
Mimo 212 cm wzrostu, zanotował tylko 10 bloków w 64 meczach, jakie rozegrał w NBA. Prezentowany styl gry nie sprawdzał się w NBA. Pomimo wagi i wzrostu predestynujących do walki podkoszowej unikał takowej, co nie znajdowało uznania w oczach kibiców, a zwłaszcza szkoleniowców.

## Transfery w NBA
- 26 czerwca 2003 – wybrany w drugiej rundzie draftu (numer 30) przez New York Knicks
- 13 sierpnia 2003 – zakontraktowany na 3 sezony przez New York Knicks
- 5 stycznia 2004 – oddany do Phoenix Suns, nie rozegrawszy żadnego oficjalnego meczu w barwach Knicks (kontuzja)
- 21 stycznia 2005 – oddany do New Orleans Hornets
- 13 lutego 2006 – oddany do Houston Rockets. Zwolniony wraz z końcem sezonu 2005/06.

## Osiągnięcia i wyróżnienia

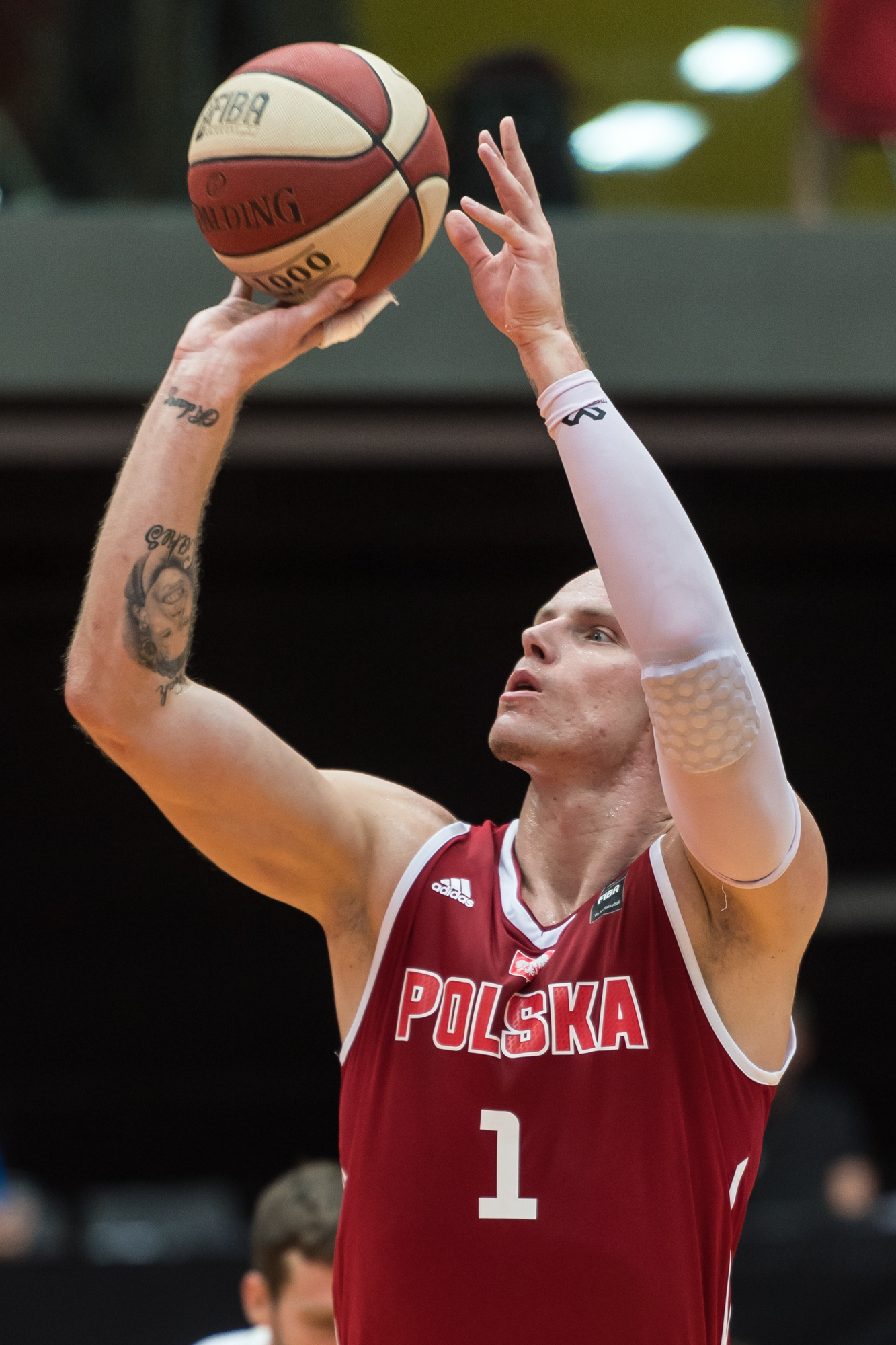
W barwach kadry Polski (13 sierpnia 2016)

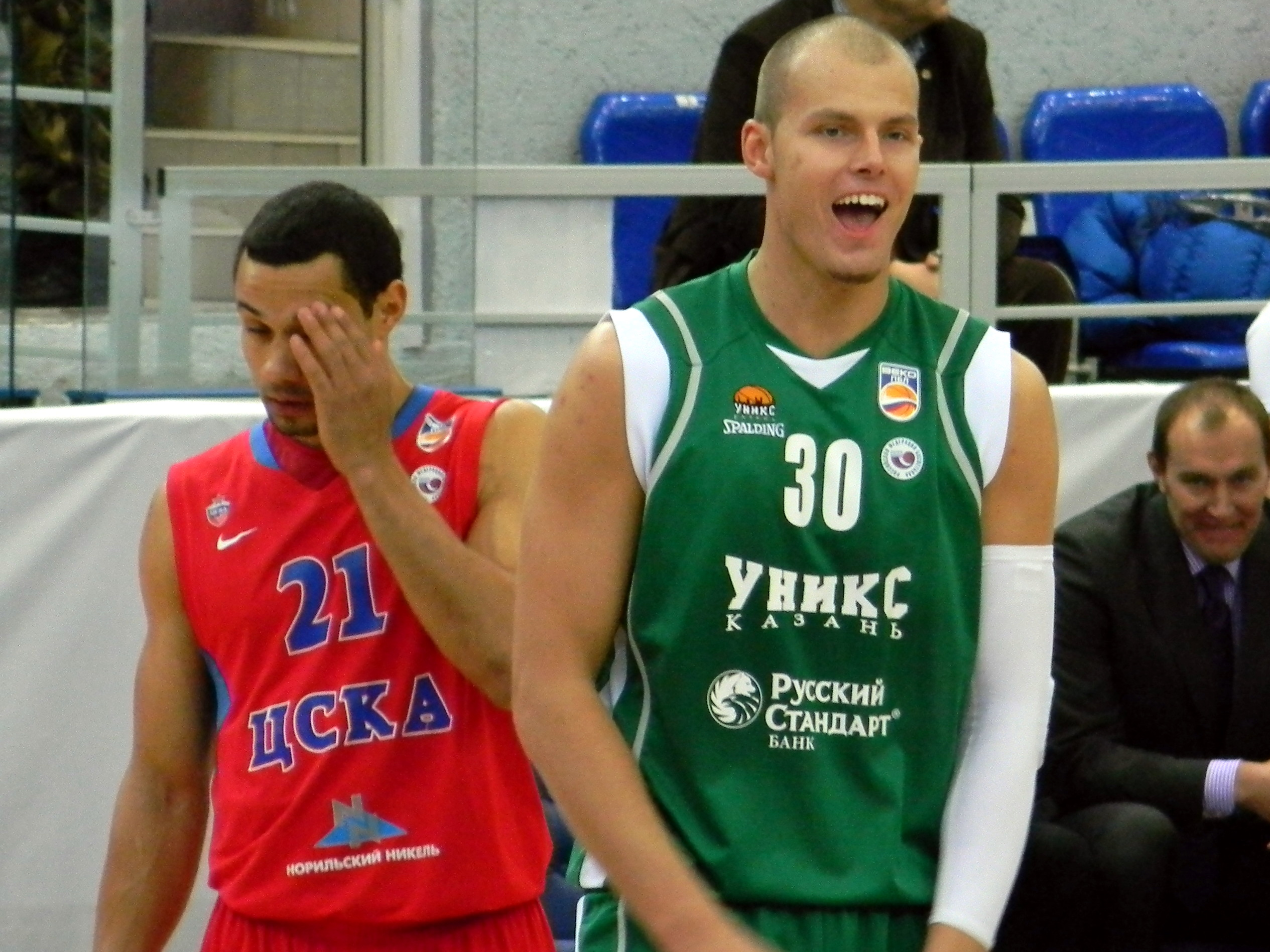
Podczas meczu gwiazd rosyjskiej ligi PBL, po lewej Trajan Langdon (2011)

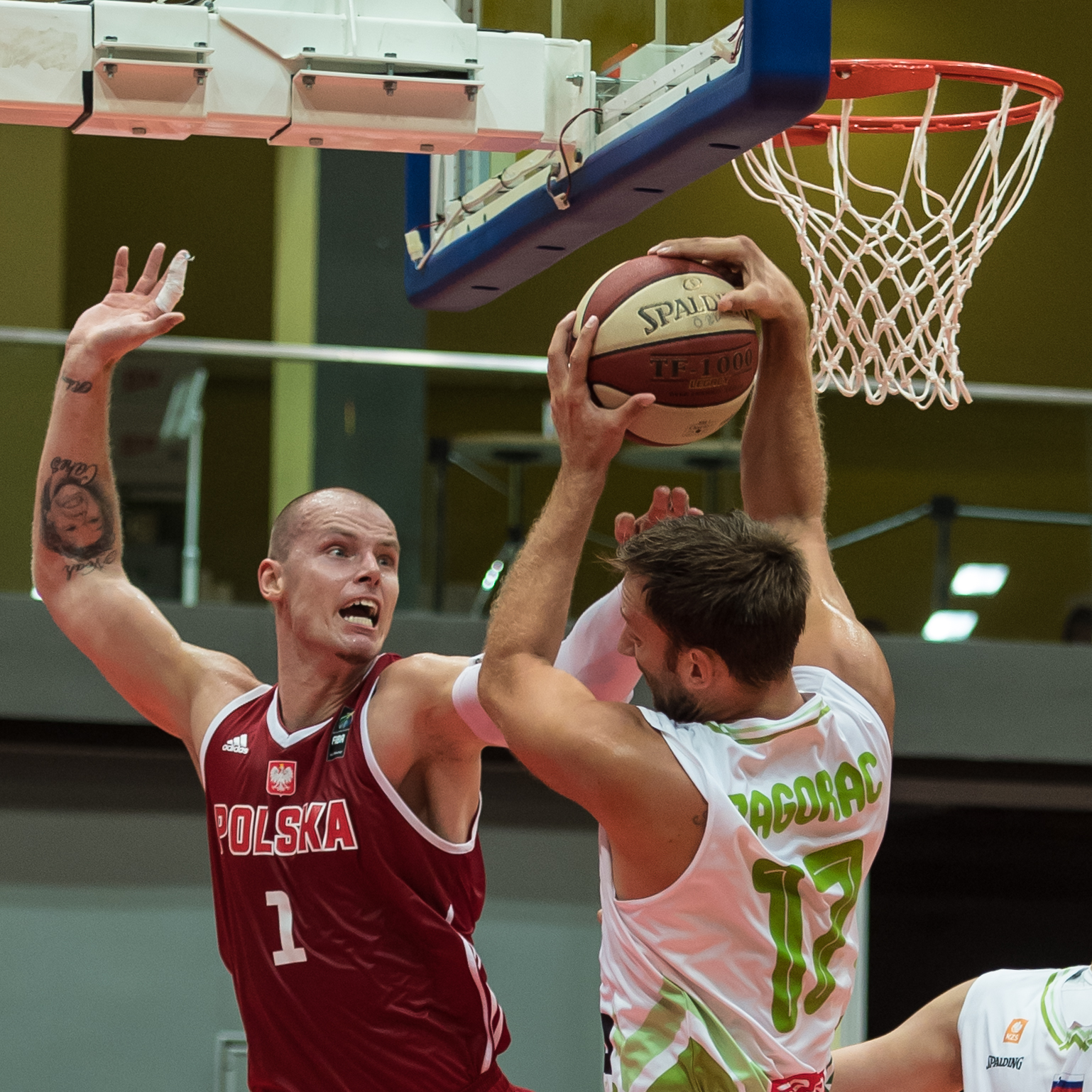
W konfrontacji z Sašą Zagoracem z kadry Słowenii (2016).

Stan na 12 kwietnia 2021, na podstawie, o ile nie zaznaczono inaczej.

### Drużynowe
- Mistrz:
  - Eurocup (2011)
  - Hiszpanii (2014)
- Wicemistrz:
  - Eurocup (2009)
  - VTB (2010)
  - Hiszpanii (2015)
  - Rosji (2008, 2009)
- Brąz:
  - Euroligi (2014)
  - ligi VTB (2011)
  - mistrzostw Rosji (2011)
- Zdobywca Pucharu Rosji (2008)
- Finalista:
  - pucharu:
    - Rosji (2009, 2010)
    - Hiszpanii (2014, 2015)

  - Superpucharu Hiszpanii (2011, 2013, 2014)
- Uczestnik rozgrywek TOP 8 Euroligi (2013)

### Indywidualne
- MVP:
  - sezonu rosyjskiej ligi PBL (2011)[14]
  - Pucharu Rosji (2008)
  - miesiąca:
    - Euroligi (grudzień 2012)
    - hiszpańskiej ACB (marzec 2014)

  - kolejki ACB (25 – 2013/14, 7 – 2014/15)
- Laureat Złotych Koszy w kategorii: Koszykarska Osobowość Roku (2010)[15]
- Najlepszy nowo przybyły zawodnik ligi hiszpańskiej (2012 według eurobasket.com)[4]
- Uczestnik meczu gwiazd ligi:
  - rosyjskiej – PBL All-Star Game (2011)[14]
  - tureckiej TBL (2016)
- Zaliczony do I składu:
  - Eurocup (2011)
  - rosyjskiej ligi PBL (2011)[14]
- Lider:
  - strzelców rosyjskiej ligi PBL (2011)[14]
  - w zbiórkach:
    - Eurocupu (2011)
    - Ligi VTB (2011)[16]

### Reprezentacja
- Uczestnik:
  - mistrzostw Europy (2009 – 9. miejsce, 2013 – 21. miejsce)
  - Eurobasketu U–18 (2002 – 8. miejsce)

## Statystyki

### NBA

#### Sezon regularny
| Sezon   | Drużyna     | M  | S5 | MPG  | FG%   | 3P%   | FT%   | RPG | APG | SPG | BPG | PPG |
| ------- | ----------- | -- | -- | ---- | ----- | ----- | ----- | --- | --- | --- | --- | --- |
| 2003/04 | Phoenix     | 21 | 0  | 10,7 | 48,9% | 0,0%  | 76,9% | 2,1 | 0,4 | 0,1 | 0,1 | 4,6 |
| 2004/05 | Phoenix     | 16 | 0  | 7,4  | 34,7% | 66,7% | 66,7% | 2,0 | 0,1 | 0,1 | 0,1 | 2,8 |
| 2004/05 | New Orleans | 21 | 0  | 12,4 | 38,6% | 0,0%  | 70,0% | 2,7 | 0,5 | 0,2 | 0,2 | 3,4 |
| 2005/06 | New Orleans | 2  | 0  | 8,0  | 0,0%  | –     | –     | 2,0 | 1,0 | 0,0 | 0,0 | 0,0 |
| 2005/06 | Houston     | 4  | 0  | 3,0  | 28,6% | –     | 0,0%  | 1,3 | 0,0 | 0,0 | 0,0 | 1,0 |
| Razem   |             | 64 | 0  | 9,9  | 40,7% | 25,0% | 67,6% | 2,2 | 0,3 | 0,1 | 0,2 | 3,4 |

### W rozgrywkach krajowych
| Sezon     | Drużyna                       | M  | S5 | MPG  | FG%   | 3P%   | FT%    | RPG  | APG | SPG | BPG | PPG  |
| --------- | ----------------------------- | -- | -- | ---- | ----- | ----- | ------ | ---- | --- | --- | --- | ---- |
| 2001/2002 | Real Madryt (ACB)             | 6  | 0  | 6,7  | 42,9% | 0,0%  | 66,7%  | 1,0  | 0,3 | 0,0 | 0,3 | 1,7  |
| 2002/2003 | Real Madryt (ACB)             | 5  | 0  | 6,6  | 25,0% | 25,0% | 75,0%  | 1,2  | 0,0 | 0,4 | 0,0 | 2,0  |
| 2002/2003 | Uniwersytet Complutense (LEB) | 23 | 22 | 33,1 | 51,1% | 44,6% | 80,8%  | 7,8  | 1,1 | 1,0 | 0,6 | 19,1 |
| 2008/2009 | Chimki Moskwa (Superliga A)   | 24 |    | 19,2 | 52,0% | 22,7% | 60,9%  | 4,8  | 0,8 | 0,4 | 0,5 | 10,9 |
| 2009/2010 | Maccabi Tel Awiw (Izrael)     | 5  | 1  | 12,6 | 56,5% | 33,3% | 100,0% | 4,0  | 0,6 | 1,2 | 0,4 | 6,6  |
| 2010/2011 | Uniks Kazań (PBL)             | 36 |    | 28,1 | 53,2% | 39,5% | 75,7%  | 7,4  | 1,5 | 0,6 | 0,8 | 18,3 |
| 2011/2012 | Caja Laboral (ACB)            | 21 | 20 | 23,7 | 51,6% | 30,0% | 65,0%  | 5,1  | 0,8 | 1,0 | 0,2 | 12,4 |
| 2012/2013 | Caja Laboral (ACB)            | 36 | 26 | 22,8 | 52,6% | 28,6% | 85,1%  | 4,7  | 0,6 | 0,5 | 0,4 | 11,2 |
| 2013/2014 | FC Barcelona (ACB)            | 38 | 8  | 15,0 | 51,7% | 43,6% | 67,5%  | 4,3  | 0,9 | 0,1 | 0,5 | 8,7  |
| 2014/2015 | FC Barcelona (ACB)            | 39 | 11 | 12,6 | 53,1% | 35,5% | 71,1%  | 3,1  | 0,5 | 0,3 | 0,3 | 5,5  |
| 2015/2016 | Beşiktaş (BBL)                | 25 | 17 | 24,2 | 57,0% | 37,5% | 88,9%  | 7,0  | 1,2 | 0,4 | 0,3 | 12,9 |
| 2016/2017 | Shenzhen Leopards (CBA)       | 48 | 5  | 32,6 | 53,5% | 36,6% | 72,7%  | 12,6 | 2,2 | 1,4 | 0,6 | 23,2 |
| 2017/2018 | Qingdao Eagles (CBA)          | 4  | 4  | 30,3 | 53,7% | 43,8% | 40,0%  | 13,8 | 2,0 | 2,0 | 1,3 | 24,3 |

### W rozgrywkach międzynarodowych
| Sezon     | Drużyna                     | M  | S5 | MPG  | FG%   | 3P%   | FT%   | RPG | APG | SPG | BPG | PPG  |
| --------- | --------------------------- | -- | -- | ---- | ----- | ----- | ----- | --- | --- | --- | --- | ---- |
| 2001/2002 | Real Madryt (Euroliga)      | 3  | 0  | 7,3  | 50,0% | 50,0% | –     | 0,7 | 0,0 | 0,0 | 0,0 | 3,0  |
| 2002/2003 | Real Madryt (Euroliga)      | 4  | 0  | 9,8  | 33,3% | 0,0%  | 75,0% | 2,8 | 0,0 | 0,0 | 0,0 | 4,0  |
| 2006/2007 | Chimki Moskwa (ULEB Cup)    | 12 |    | 18,4 | 49,5% | 20,0% | 83,7% | 4,1 | 0,9 | 0,4 | 0,3 | 11,6 |
| 2007/2008 | Chimki Moskwa (ULEB Cup)    | 7  |    | 27,3 | 54,9% | 42,9% | 81,0% | 6,1 | 0,9 | 0,1 | 0,9 | 16,1 |
| 2008/2009 | Chimki Moskwa (Eurocup)     | 6  |    | 19,7 | 40,7% | 44,4% | 75,0% | 4,0 | 0,3 | 1,2 | 0,3 | 9,7  |
| 2009/2010 | Maccabi Tel Awiw (Euroliga) | 8  | 4  | 16,8 | 44,4% | 38,9% | 90,0% | 3,8 | 0,9 | 0,5 | 0,3 | 8,0  |
| 2010/2011 | Uniks Kazań (Euroliga)      | 4  |    | 31,0 | 54,9% | 33,3% | 61,9% | 6,8 | 1,0 | 1,3 | 0,5 | 19,5 |
| 2010/2011 | Uniks Kazań (Eurocup)       | 16 | 14 | 26,4 | 56,9% | 28,6% | 87,2% | 8,1 | 1,2 | 0,9 | 0,6 | 15,6 |
| 2010/2011 | Uniks Kazań (VTB)           | 12 | 12 | 27,4 | 54,0% | 0,0%  | 71,1% | 8,6 | 1,3 | 0,6 | 0,8 | 14,6 |
| 2012/2013 | Caja Laboral (Euroliga)     | 28 | 24 | 24,2 | 48,4% | 31,8% | 76,5% | 6,1 | 0,8 | 0,6 | 0,5 | 13,9 |
| 2013/2014 | FC Barcelona (Euroliga)     | 19 | 6  | 13,9 | 50,5% | 35,3% | 72,4% | 3,3 | 0,7 | 0,2 | 0,4 | 7,0  |
| 2014/2015 | FC Barcelona (Euroliga)     | 24 | 3  | 12,8 | 44,6% | 23,8% | 81,4% | 3,8 | 0,6 | 0,3 | 0,4 | 6,2  |
| 2015/2016 | Beşiktaş (Eurocup)          | 7  | 7  | 26,0 | 52,1% | 54,5% | 83,3% | 8,7 | 1,1 | 0,4 | 0,6 | 17,0 |